# Persone di cognome Ali
| Questa pagina contiene informazioni ricavate automaticamente dalle voci biografiche con l'ausilio del template Bio e di un bot. L'aggiornamento è periodico e automatico e ricostruisce completamente la pagina. Se manca una persona in questa lista, sei pregato di non aggiungerla, ma accertati piuttosto che la sua voce biografica contenga il template Bio e che i dati anagrafici siano correttamente compilati. Se il template Bio manca, inseriscilo tu stesso o, in alternativa, metti l'avviso {{tmp\|Bio}} che ne segnala la mancanza. Se i dati riportati sono sbagliati, correggi direttamente la voce biografica; le modifiche saranno visibili in questa lista entro pochi giorni. Per chiarimenti vedi il progetto antroponimi. La lista contiene solo le 63 persone che sono citate nell'enciclopedia e per le quali è stato implementato correttamente il template Bio. Pagina aggiornata al 17 ott 2024. |

Questa è una lista di persone presenti nell'enciclopedia che hanno il cognome Ali, suddivise per attività principale.

## Allenatori di calcio(1)
- Anwar Ali, allenatore di calcio e ex calciatore indiano (Rurka Kalan, n. 1984)

## Alpinisti(1)
- Ali Sadpara, alpinista pakistano (Sadpara, n. 1976 - K2, † 2021)

## Attivisti(1)
- Zhiar Ali, attivista, cantautore e giornalista curdo (n. 1999)

## Attori(5)
- Jay Ali, attore britannico (Londra, n. 1980)
- Mahershala Ali, attore statunitense (Hayward, n. 1974)
- Mohammad Ali, attore pakistano (Rampur, n. 1931 - Lahore, † 2006)
- Appie Mussa, attore, musicista e animatore somalo ('s-Hertogenbosch, n. 1998)
- Mehmood, attore, regista e produttore cinematografico indiano (Bombay, n. 1932 - Dunmore, † 2004)

## Attrici(4)
- Maya Ali, attrice pakistana (Lahore, n. 1989)
- Sophia Ali, attrice statunitense (San Diego, n. 1995)
- Tabyana Ali, attrice e scrittrice statunitense (San Antonio, n. 2002)
- Tatyana Ali, attrice e cantante statunitense (New York, n. 1979)

## Batteristi(1)
- Rashied Ali, batterista statunitense (Filadelfia, n. 1933 - New York City, † 2009)

## Calciatori(19)
- Abdulaziz Ali, ex calciatore qatariota (n. 1980)
- Aliyudin Ali, calciatore indonesiano (Bogor, n. 1980)
- Anwar Ali, calciatore indiano (Adampur, n. 2000)
- Basem Ali, calciatore egiziano (Il Cairo, n. 1988)
- Dawood Ali, calciatore emiratino (Dubai, n. 1983)
- Gholam Ali, ex calciatore emiratino (n. 1974)
- Hussein Ali, calciatore svedese (Malmö, n. 2002)
- Jusif Ali, calciatore finlandese (Espoo, n. 2000)
- Mohamed Musa Ali, calciatore qatariota (Umm Bab, n. 1986)
- Mohammed Haider Alo Ali, calciatore emiratino (n. 1979)
- Mukhtar Ali, calciatore inglese (Mogadiscio, n. 1997)
- Nashat Akram, calciatore iracheno (al-Hilla, n. 1984)
- Nayzal Ali, calciatore figiano (n. 1985)
- Rahim Ali, calciatore indiano (Barrackpore, n. 2000)
- Taha Ali, calciatore svedese (n. 1998)
- Waleed Ali, calciatore kuwaitiano (Al Kuwait, n. 1980)
- Yacouba Ali, calciatore nigerino (n. 1992)
- Yaser Salem Ali, ex calciatore emiratino (n. 1977)
- Yusef Ali, calciatore qatariota (Medina, n. 1988)

## Cantanti(2)
- Asha Ali, cantante etiope (n. 1980)
- Nadia Ali, cantante statunitense (Tripoli, n. 1980)

## Cantautori(1)
- Lucky Ali, cantautore e attore indiano (Mumbai, n. 1958)

## Cestisti(3)
- Peter Ali, ex cestista australiano (Adelaide, n. 1956)
- Prince Ali, cestista statunitense (Bronx, n. 1996)
- Saad Abdulrahman Ali, ex cestista qatariota (Doha, n. 1985)

## Compositori(1)
- Naushad, compositore indiano (Lucknow, n. 1919 - Mumbai, † 2006)

## Giocatori di football americano(1)
- Rasheen Ali, giocatore di football americano statunitense (Cleveland, n. 2001)

## Lottatrici(1)
- Annabelle Laure Ali, lottatrice camerunese (Yagoua, n. 1985)

## Mezzofondisti(2)
- Belal Mansoor Ali, mezzofondista bahreinita (Kenya, n. 1988)
- Mohad Abdikadar Sheik Ali, mezzofondista italiano (Beled Hawo, n. 1993)

## Ornitologi(1)
- Sálim Ali, ornitologo indiano (Bombay, n. 1896 - Bombay, † 1987)

## Ostacoliste(1)
- Nia Ali, ostacolista statunitense (Filadelfia, n. 1988)

## Pittori(1)
- Mir Sayyid Ali, pittore persiano (Tabriz, n. 1510 - Agra, † 1572)

## Politici(5)
- Abdelkader Mohamed Ali, politico spagnolo (Melilla, n. 1959)
- Aires Ali, politico mozambicano (Unango, n. 1955)
- Khaled Ali, politico egiziano (Mit Ghamr, n. 1972)
- Irfaan Ali, politico guyanese (Leonora, n. 1980)
- Osman Jama Ali, politico somalo (n. 1941)

## Politologi(1)
- Tariq Ali, politologo, storico e attivista pakistano (Lahore, n. 1943)

## Pugili(2)
- Laila Ali, ex pugile statunitense (Miami Beach, n. 1977)
- Muhammad Ali, pugile statunitense (Louisville, n. 1942 - Scottsdale, † 2016)

## Rapper(1)
- Guleed, rapper svedese (Möllevången, n. 1994)

## Registi(1)
- Muzaffar Ali, regista indiano (Lucknow, n. 1944)

## Schermidori(1)
- Ammar Ali, schermidore iracheno

## Scrittori(1)
- Sabahattin Ali, scrittore, poeta e giornalista turco (Eğridere, n. 1907 - Kırklareli, † 1948)

## Scrittrici(2)
- Monica Ali, scrittrice britannica (Dacca, n. 1967)
- Nojoud Ali, scrittrice e attivista yemenita (Yemen, n. 1998)

## Sovrani(1)
- Ahmad II ibn Ali, sovrano tunisino (La Marsa, n. 1862 - La Marsa, † 1942)

## Velocisti(1)
- Chituru Ali, velocista italiano (Como, n. 1999)

## Wrestler(1)
- Armando Estrada, ex wrestler statunitense (Chicago, n. 1978)